# 重庆西站
重庆西站位于中华人民共和国重庆市沙坪坝区上桥，是重庆市以铁路为主，集长途汽车、公交、轨道交通等多种交通方式于一体的综合交通枢纽。
重庆西站是重庆鐵路枢纽“重庆北、重庆西、重庆东”三座主要车站之一。重庆西站作为渝贵铁路同步配套工程，于2014年底开工建设，2018年1月25日一期工程随渝贵铁路通车投入使用，二期工程计划于2020年竣工并投入使用。

## 建筑和设施

### 站房

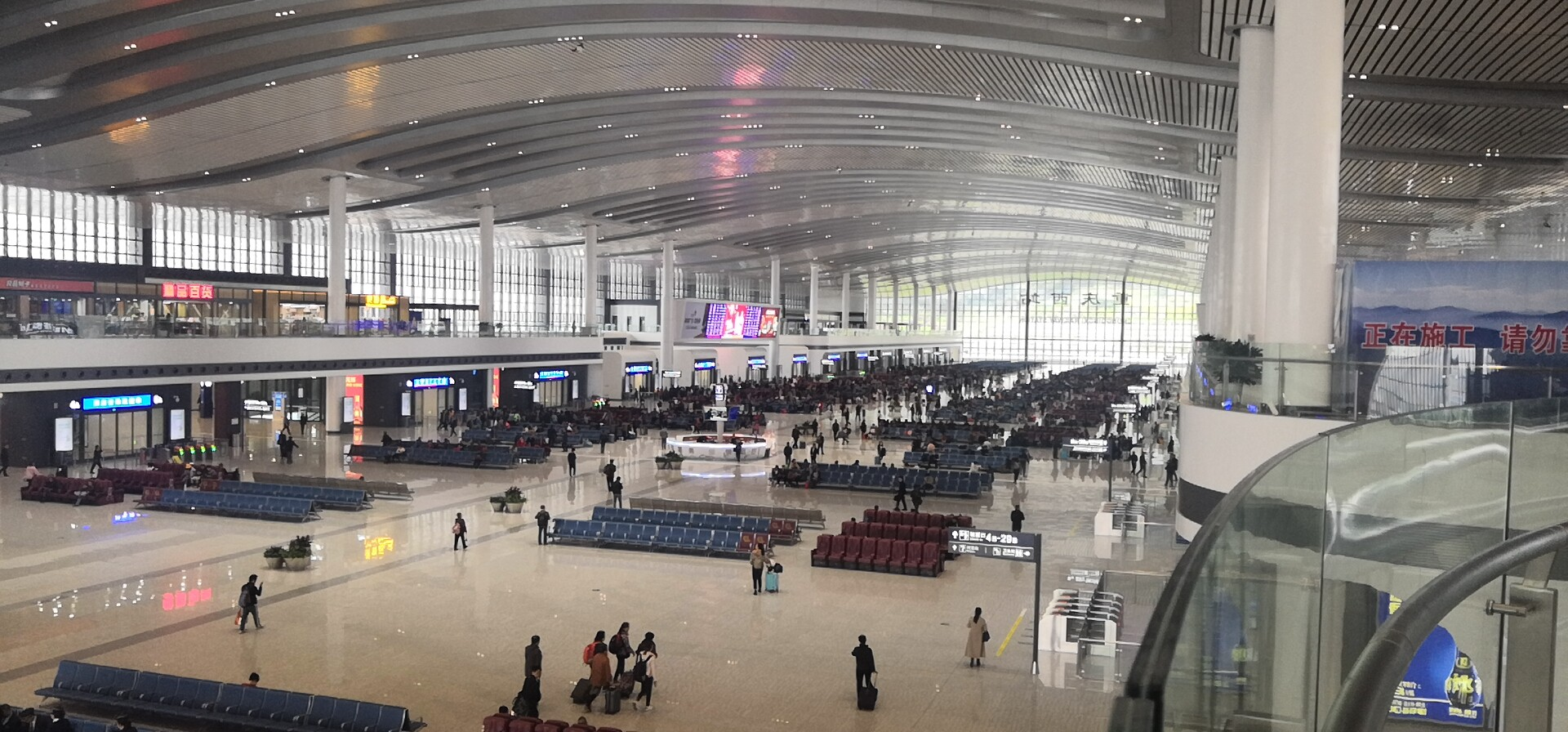
候车大厅

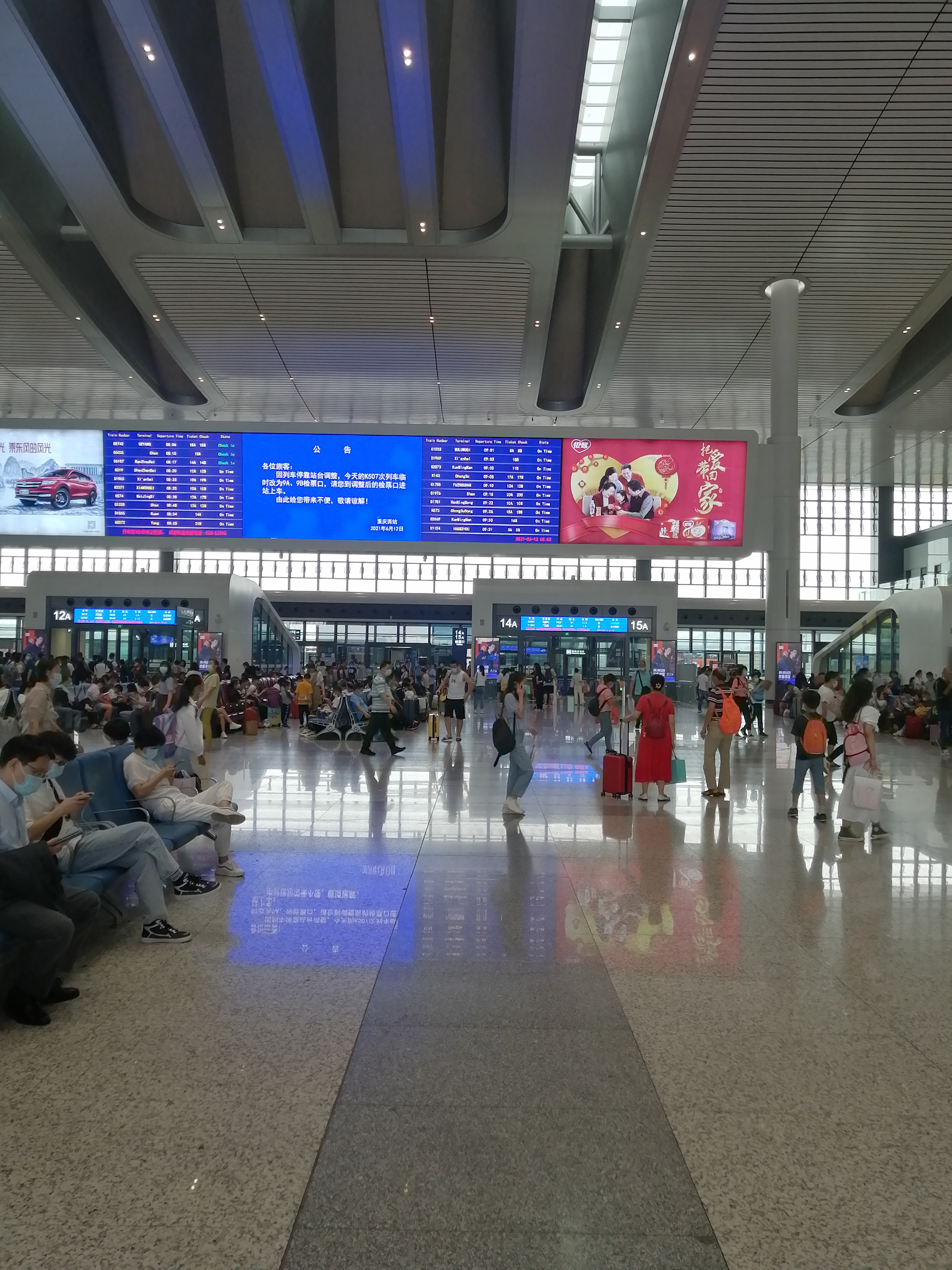
候车大厅屏幕

站房在轨道和站台的上空和东侧。正立面独特的眼睛形状造型象征着“重庆之眼”。站房在建造时采用了大跨度的组合拱結構，下拱受力跨度为108米、上拱受力跨度为192米，是全国铁路车站中最大的，创造了车站主出入口宽敞的空间。
站房建筑面积11.96万平方米，主体南北面宽276米，最窄处150米，东西进深420米，站房总高度37米，檐口标高33米。车站从上到下为高架层（9.60米）、站台层（地面）、地下停车层（-5.90米）、出站层（-10.80米）、环线和5号线站台层（-18.80米），预留的12号线站厅层（-26.90米）和站台层（-33.20米）。
候车厅位于高架层，面积为5.25万平方米，设有22个检票口，每个检票口都有自动检票机，另外高架层还设有夹层，上面有商店、餐厅和乘客休息的地方。地面层有东、南、北面3个方向进站口，其中东侧主入口两侧设有2个售票大厅；东门附近设有6部自动扶梯，连接高架层的候车厅；南门和北门外为临时停车点，便于自驾和乘坐网约车、出租车的乘客进出站；站前广场位于地面层、站房的东门外，两侧设有长途汽车发车场、公交总站及公交停靠站。
车站建造时运用了多项技术。车站内设有智能控制系统，能通过中央空调和天窗调节室内的温度和空气质量，还能根据客流量调节灯光的亮度。为了实现拱结构的大跨度，设计方应用了屈曲约束支撑；拱结构和大跨度空间的钢结构中装有传感器，使车站的管理人员能实时监测这些建筑结构的受力和变形情况。车站采用了清水混凝土无站台柱雨棚设计，既避免了传统钢结构雨棚锈蚀后的危险，也减少了维护的成本。设计和施工方采用了建築信息模型技术，使管线和机房设备能整齐安放。在车站的设计阶段，车站的每块玻璃都被安排了编号和二維碼，以记录相应玻璃的详情；当玻璃损坏时，车站的维护人员可以凭借这些信息，向生产厂家订购合适的新玻璃。
本站是中国为数不多安装了自动人行道的铁路车站。

### 站场布置

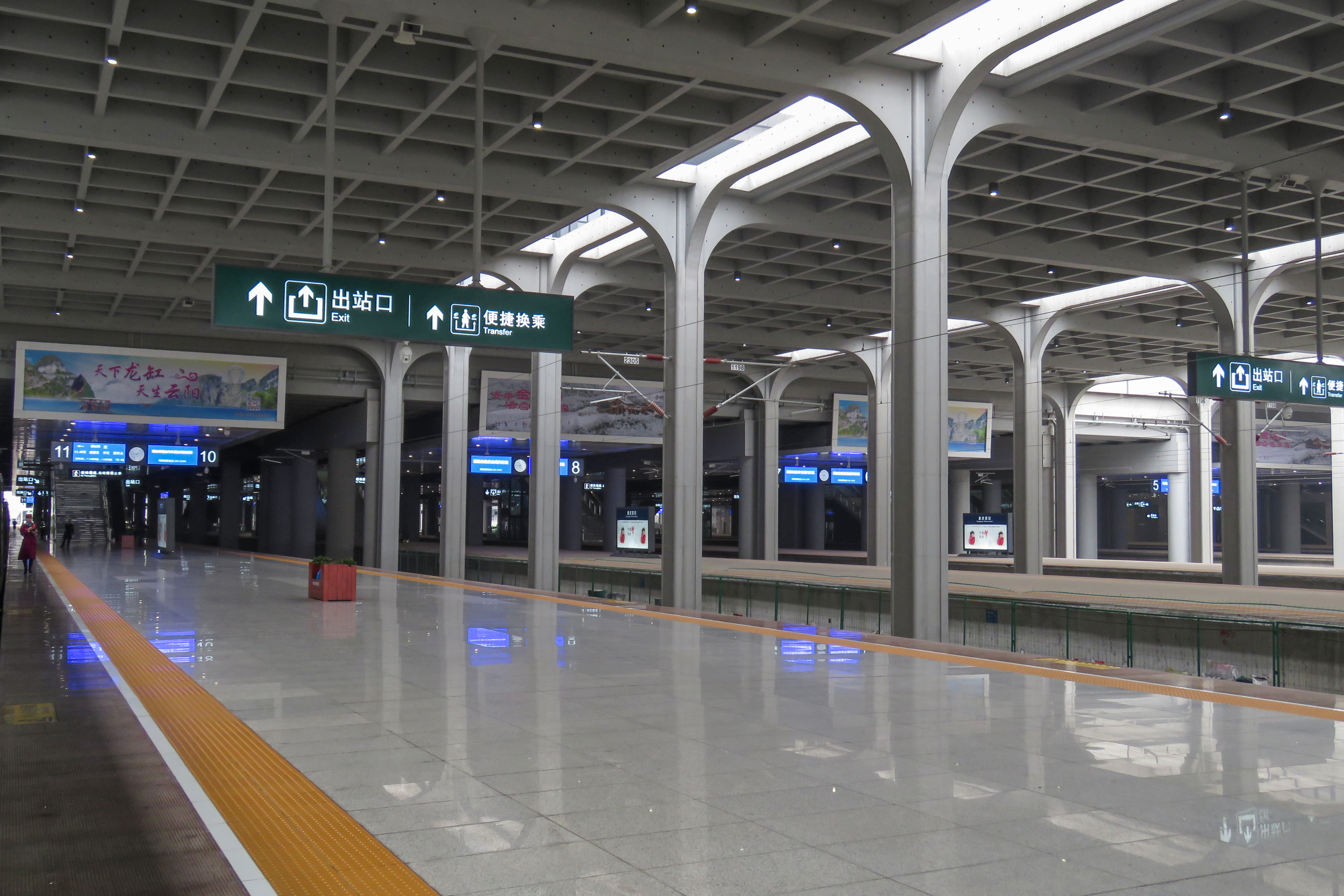
车站站台

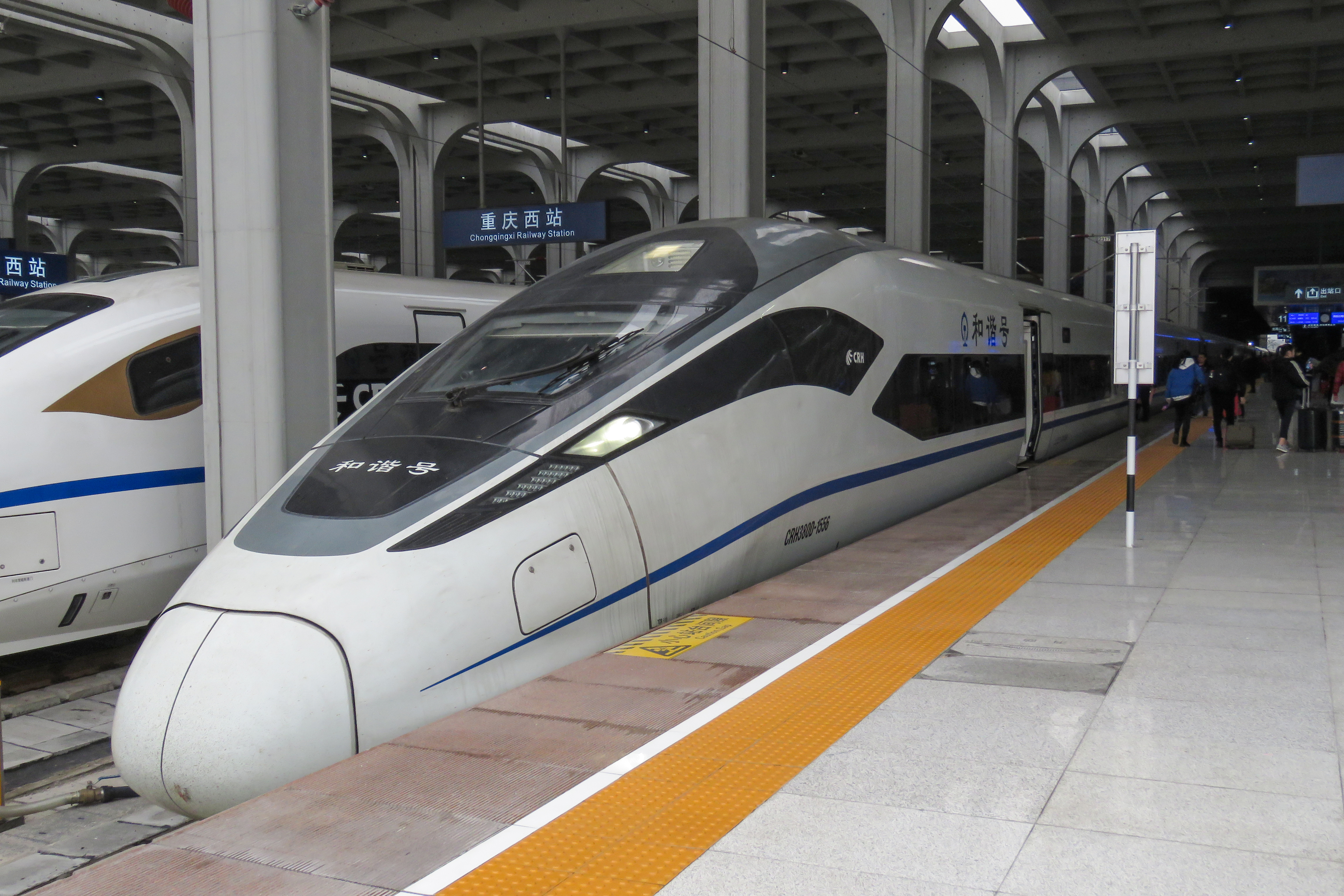
CRH380D担当的G8655次列车停靠

重庆西站规划站内站场规模15座站台（1座侧式站台、14座岛式站台）、29个站台面、29条到发线，分为渝昆场和渝贵场。渝贵场位于站场西侧，南接渝贵铁路、北侧通过童西联络线于童家溪线路所接入兰渝铁路，此外渝贵场北侧还设有连接成渝客运专线半边山线路所的西左、西右联络线，使得成渝客运专线上的列车能跨线至渝贵铁路。渝昆场位于站场东侧，北接井西线联通渝怀铁路、襄渝铁路和遂渝铁路，另设有至梨树湾和中梁山的联络线。渝昆场和渝贵场通过位于车站北侧的歌乐山站和K141线路所间的联络线联通。
车站附近设有重庆西动车运用所，由原重庆西站改建而成，负责本站部分始发动车组的整备工作。2019年7月10月，动车运用所内建成的重庆西客整所和位于原梨树湾站的机务折返段投入使用，为本站始发的普速列车车底和机车进行整备。。
| 渝长场↓ | 31股道（到发线）               |  |
|         | 29站台（高站台）               |  |
|         | 28站台（高站台）               |  |
|         | 30股道（到发线）               |  |
|         | 29股道（到发线）               |  |
|         | 27站台（高站台）               |  |
|         | 26站台（高站台）               |  |
|         | 28股道（渝长上行正线、到发线） |  |
|         | 27股道（渝长下行正线、到发线） |  |
|         | 25站台（高站台）               |  |
|         | 24站台（高站台）               |  |
|         | 26股道（到发线）               |  |
|         | 25股道（到发线）               |  |
|         | 23站台（高站台）               |  |
|         | 22站台（高站台）               |  |
| 渝长场↑ | 24股道（到发线）               |  |
| 渝贵场↓ | 23股道（到发线）               |  |
|         | 21站台（高站台）               |  |
|         | 20站台（高站台）               |  |
|         | 22股道（到发线）               |  |
|         | 21股道（到发线）               |  |
|         | 19站台（高站台）               |  |
|         | 18站台（高站台）               |  |
|         | 20股道（到发线）               |  |
|         | 19股道（到发线）               |  |
|         | 17站台（高站台）               |  |
|         | 16站台（高站台）               |  |
|         | 18股道（渝贵上行正线、到发线） |  |
|         | 17股道（渝贵下行正线、到发线） |  |
|         | 15站台（高站台）               |  |
|         | 14站台（高站台）               |  |
|         | 16股道（到发线）               |  |
|         | 15股道（到发线）               |  |
|         | 13站台（高站台）               |  |
|         | 12站台（高站台）               |  |
|         | 14股道（到发线）               |  |
|         | 13股道（到发线）               |  |
|         | 11站台（高站台）               |  |
|         | 10站台（高站台）               |  |
| 渝贵场↑ | 12股道（到发线）               |  |
| 渝昆场↓ | 11股道（到发线）               |  |
|         | 9站台（高站台）                |  |
|         | 8站台（高站台）                |  |
|         | 10股道（到发线）               |  |
|         | 9股道（到发线）                |  |
|         | 7站台（高站台）                |  |
|         | 6站台（高站台）                |  |
|         | 8股道（到发线）                |  |
|         | 7股道（渝昆下行正线）          |  |
|         | 6股道（渝昆上行正线）          |  |
|         | 5股道（到发线）                |  |
|         | 5站台（高站台）                |  |
|         | 4站台（高站台）                |  |
|         | 4股道（到发线）                |  |
|         | 3股道（到发线）                |  |
|         | 3站台（高站台）                |  |
|         | 2站台（高站台）                |  |
|         | 2股道（到发线）                |  |
|         | 1股道（到发线）                |  |
| 渝昆场↑ | 1站台（高站台）                |  |

## 规划

### 重庆市的发展规划
2011年，中铁二院工程集团为重庆铁路枢纽制作了一份报告。在这份文件里，中铁二院的工程师指出，在兰渝铁路、渝贵铁路等一系列新线路开通，遂渝铁路、襄渝铁路等既有线建成复线后，重庆北站和重庆站将无法满足枢纽内的客运需求，重庆枢纽急需新建第三座客运车站或改造现有的车站；再考虑到兰渝、渝贵两条南北走向的干线铁路，新建车站来承接来往南北方向的客流成为了更合适的方案。尽管如此，在2007年时，中铁二院工程集团和重庆市人民政府也讨论过只扩建重庆北站的可能。
根据重庆市“一城五片”的规划，有4个片区位于嘉陵江西南面，所以计划中的第三座车站也定在了嘉陵江-朝天门-长江（朝天门以东段）一线的西南面。另外2010年代前后，为减少中心城区的噪音和空气污染，重庆市人民政府推进市区的工厂逐步搬迁至中梁山以西的地区，所以原先在中心城区、临近工厂的原重庆东站和原重庆西站就逐渐失去了作用，因此被计划停用。这给新的车站提供了可用的位置。

### 渝贵铁路规划
除了兰渝和渝贵两条铁路，第三座车站还计划接入渝厦高速铁路和重庆-宜宾城际铁路。鉴于兰渝铁路可以先接入重庆北站，而渝贵铁路尚没有可用的大型车站，第三座车站的位置将由渝贵铁路在枢纽内的走向决定。
在规划渝贵铁路接入重庆枢纽的方案时，中铁二院提出了2个方案：沿渝黔高速公路，经南岸区，在茶园片区设站的“东线方案”，以及经既有川黔铁路和小梨线的“西线方案”。由于“东线方案”中车站的位置（后成为重庆东站）不理想，所以最后“西线方案”被采纳。

### 第三座车站的位置
计划中，第三座车站是由客运场和机车、车辆、动车维护设施构成的庞大节点。在渝贵铁路的走向确定后，囿于线路附近的居民区，以及沿着既有线路建起的工厂，第三座车站的位置只剩下了原梨树湾站、原重庆东站、圣马小区和原重庆西站4个选择。2007年时，重庆市人民政府曾初步决定在原重庆西站建成这第三座车站，后又于2008年决定在上桥新建这一车站。
基于废除原重庆东站和原重庆西站的计划，最终第三座车站的客运场在原重庆东站的位置建成，维护设施在原重庆西站的位置建成，形成了今天重庆西站的布局。

### 详细规划
2007年6月4日，重庆市人民政府第38次市长办公会上，中铁二院工程集团和重庆市规划局汇报了重庆铁路枢纽第三座客运站的规划，随后会议讨论了相关规划。按照当时的规划，这个新车站将位于原重庆西站的位置，将建成大型交通广场，以及长途汽车站，并接入重庆轨道交通2号线支线和5号线。
2008年8月6日，重庆市人民政府宣布，在沙坪坝区上桥村附近新建第三座客运站，占地约1200亩，初步匡算投资为37亿元。除了修建大的旅客疏导广场外，车站还会设置公交和长途客运汽车换乘站，形成公交、长途客运、轨道交通三位一体的立体换乘交通体系。
2010年8月23日，重庆市人民政府第79次常务会初步通过了《重庆西站设计方案》，确定西站的总建筑面积约12万平方米，分为五层，站房主体南北面宽276米，最窄处150米，东西进深420米，站房总高度37米，檐口标高33米。车站规模为31个站台面、33条到发线，设长途汽车站、公交总站、轨道交通、出租候客区、停车场等配套交通设施。

## 历史
- 2009年9月16日，重庆市发改委发布消息，表示重庆西站将在2010年上半年开工，2013年建成[17]。
- 2010年8月23日，重庆市人民政府第79次常务会初步通过了《重庆西站设计方案》[18]。

- 2010年12月，原重庆东站开始拆除，本站开始筹建[19]。
- 2014年12月9日，重庆西站正式开工建设[19]。
- 2015年，本站所在地启动拆迁[20]。
- 2016年4月，站房拱形大门初步成型[20]。
- 2017年10月，车站基本成型[20]。12月31日，重庆西站举行亮灯仪式和烟火表演，一些市民前来拍照留念。至此，车站在施工1126天后宣告建成。[21]
- 2018年1月25日，重庆西站一期工程投入使用。[22]而二期工程则计划于2020年竣工[23]。
- 2019年7月10日，原由重庆北站南广场始发终到的普速列车改由重庆西站办理作业[24]。
- 2021年1月20日，地铁重庆西站随重庆轨道交通环线剩余段及5号线一期南段开通运营[25]。通过免安检通道，乘客无需再经过地铁站的安检，直接进入地铁站乘车[26]。
- 2022年8月，在沙坪坝区发现数例2019冠状病毒病病例后，成都局集团宣布，本站仍将正常运营[27]。

中铁十二局与山西建设投资集团四建集团联合承建，因此荣获2018～2019年度中国建设工程鲁班奖。二期工程由中铁十四局承建。

## 运营数据
| 时期                      | 到达/始发列车数量（对） | 到达/出发旅客数量（万人次） | 日均到发旅客（万人） | 备注      |
| ------------------------- | ----------------------- | --------------------------- | -------------------- | --------- |
| 1月1日-15日               | 1540                    | 139                         | 9.3                  | [ 管 1 ]  |
| 2月1日-2月7日 （春节7天） | 1500                    | 42.9                        | 7.6                  | [ 管 2 ]  |
| 2月16日-28日              | 1165                    | 103.7                       | 8                    | [ 管 3 ]  |
| 3月1日-15日               | 1284.5                  | 83.2                        | 5.5                  | [ 管 4 ]  |
| 3月16日-31日              | 876                     | 39.2                        | 2.4                  | [ 管 5 ]  |
| 4月1日-15日               | 876                     | 39.2                        | 2.4                  | [ 管 6 ]  |
| 4月16日-5月15日           | 1445.5                  | 119                         | 4                    | [ 管 7 ]  |
| 5月16日-5月31日           | 1035                    | 58.9                        | 3.7                  | [ 管 8 ]  |
| 6月1日-6月30日            | 2569.5                  | 175.6                       | 5.9                  | [ 管 9 ]  |
| 7月16日-7月31日           | 1640                    | 136.2                       | 8.5                  | [ 管 10 ] |

## 存在问题
据新华社《新华每日电讯》在2018年8月的报道，在二期工程尚未完工期间，重庆西站存在交通接驳不方便的问题。2020年重庆市两会前夕，沙坪坝区政协收到了《关于改善重庆西站“打车难”问题的建议》（以下简称“建议”）。

### 位置问题
有出租车司机表示，车站的位置“太偏远”，司机不愿意来。

### 设施问题
在车站刚启用时，由于在客流高峰时段缺乏相应的疏导，又受限于尚未完工的部分，一些不知如何出站的乘客选择翻越护栏和围墙，大量旅客迷路甚至催生出“收费带路出站”的乱象。“带路人”也认为重庆西站“设计很怪异”、“是个大迷宫”。
根据停车场的设计，私家车和出租车共用一个入口，而通往入口的四车道在入口缩为一车道，迫使车辆在入口形成数百米长的车龙。拥挤的停车场还导致了出租车供应的紧张。
在二期工程进行时，站前广场道路被暂时封闭，导致網約車只能在车站约1公里外的车站派出所处载客，而前往该地的马路当时还没有路灯。记者采访的一名乘客因为难以找到上车地点，在叫车4次、等候2小时后才成功坐上网约车。
重庆火车西站地区管理委员会（以下简称“管委会”）主任表示，由于车站是“边运营，边建设”，相关的配套交通还不完善，又由于车站设计时估计六成乘客乘坐公交，而实际上乘客只有二成，近一半的乘客选择网约车，停车场设计的900个车位供不应求，这些都导致了乘客换乘时的不便。管委会主任还表示，他们已着手新建地面停车场、增加出入通道、增设人行便道来缓解这一问题。2018年9月27日，《重庆日报》记者在实地探访时发现，车站的指路标识都已更新，公交、长途客车、出租车乘车点等位置增加了标志。29日，沙坪坝区政府、西站投资公司（属于重庆市地产集团）对外透露，车站新建的临时人行道、车道和停车场将在次日投入使用，包括东、南、北三个方向各一条新建人行通道，南北两侧落客平台各一条连接地面广场的新人行通道。

### 交通配套问题
虽然本站在开通后就有公交线路、高铁快线、机场巴士10多趟，但是大部分线路都在22时收班，23时以后只有2条公交线路还在服务，而这之后仍然有10个到达重庆西站的列车车次。
基于停车场的窘况，再加上运输管理部门对载客地点的要求，相当多出租车司机不愿前来载客，甚至到了车站也会放弃载客，这又导致等候出租车的队伍变长。根据记者在2018年3月的实地探访，在18时左右，等候出租车的队伍有100多米，而10分钟内只有5辆出租车前来载客，预计队伍末尾的旅客需要等候近2小时。出租车的短缺迫使指引交通的志愿者建议乘客“先坐一站路的公交再在外面打车”。为了缓解出租车的问题，在2018年春运期间，“雷锋的士”——重庆市出租车司机组织的志愿者队伍——组织了“雷锋的士情·温暖回家路”活动，共1500台出租车前往本站和重庆北站搭载出站的旅客。

### 论文
1. ↑  杨晖. . 铁道通信信号. 2019.
2. ↑  郭俊杰. . 西南交通大学: 18-32. 2013  [2022-09-11]. （原始内容存档于2022-09-12）.
3. 1 2 3 4 5 6 7 8  罗江成，彭强军（中铁二院工程集团）. . 高速铁路技术. 2011-10, 2 (5)  [2022-09-11]. （原始内容存档于2021-06-14）.

### 管委会
1. ↑  . 重庆火车西站地区管理委员会. 2022-01-17  [2022-09-11]. （原始内容存档于2022-09-12）.
2. ↑  . 重庆火车西站地区管理委员会. 2022-02-21  [2022-09-11]. （原始内容存档于2022-09-12）.
3. ↑  . 重庆火车西站地区管理委员会. 2022-03-18  [2022-09-11]. （原始内容存档于2022-09-12）.
4. ↑  . 重庆火车西站地区管理委员会. 2022-03-18  [2022-09-11]. （原始内容存档于2022-09-12）.
5. ↑  . 重庆火车西站地区管理委员会. 2022-04-18  [2022-09-11]. （原始内容存档于2022-09-12）.
6. ↑  . 重庆火车西站地区管理委员会. 2022-04-24  [2022-09-11]. （原始内容存档于2022-09-12）.
7. ↑  . 重庆火车西站地区管理委员会. 2022-05-20  [2022-09-11]. （原始内容存档于2022-09-12）.
8. ↑  . 重庆火车西站地区管理委员会. 2022-06-06  [2022-09-11]. （原始内容存档于2023-02-06）.
9. ↑  . 重庆火车西站地区管理委员会.   [2022年9月11日]. （原始内容存档于2023年2月6日）.
10. ↑  . 重庆火车西站地区管理委员会. 2022-08-05  [2022-09-11]. （原始内容存档于2023-02-06）.